# Wampee
Wampee è una area non incorporata (unincorporated community) della contea di Horry, nella Carolina del Sud, Stati Uniti d'America. Circonda le aree di North Myrtle Beach e del South Carolina Highway 90. Esattamente come il resto della contea di cui fa parte, pur essendo un'area non incorporata, Wampee è sotto la giurisdizione di Conway, capitale della contea.
È particolarmente famosa per le sue piantagioni storiche.